# بقایای قلعه قدیمی عبدالرب‌آباد
بقایای قلعه قدیمی عبد الرب آباد مربوط به سدهٔ ۷ تا ۱۰ ه‍.ق است و در شهرستان بویین زهرا، بخش شال، روستای عبد الرب آباد واقع شده و این اثر در تاریخ ۲۲ مرداد ۱۳۸۴ با شمارهٔ ثبت ۱۳۲۸۲ به‌عنوان یکی از آثار ملی ایران به ثبت رسیده است.